# Thèreval
Thèreval – gmina we Francji, w regionie Normandia, w departamencie Manche. W 2013 roku liczba ludności wynosiła 1779 mieszkańców.
Gmina została utworzona 1 stycznia 2016 roku z połączenia dwóch ówczesnych gmin: La Chapelle-en-Juger oraz Hébécrevon. Siedzibą gminy została miejscowość Hébécrevon.